# Strawberry Point (Iowa)
Strawberry Point est une ville du comté de Clayton, en Iowa, aux États-Unis. Elle est incorporée le 19 décembre 1887.

## Source de la traduction
- (en) Cet article est partiellement ou en totalité issu de l’article de Wikipédia en anglais intitulé « Strawberry Point, Iowa » (voir la liste des auteurs).